# Provinz Canas
Die Provinz Canas ist eine von dreizehn Provinzen der Region Cusco in Südzentral-Peru. Der Provinzname leitet sich von dem indigenen Volk der K'anas (Cana) ab.
Die Provinz hat eine Fläche von 2104 km². Beim Zensus 2017 lebten in der Provinz 32.484 Menschen. Im Jahr 1993 lag die Einwohnerzahl bei 39.476, im Jahr 2007 bei 38.293. Die Provinzverwaltung befindet sich in Yanaoca.

## Geographische Lage
Die Provinz Canas liegt in den Anden, etwa 110 km südsüdöstlich der Regionshauptstadt Cusco. Sie hat eine Längsausdehnung in NW-SO-Richtung von etwa 83 km. Der Oberlauf des Río Apurímac durchfließt den westlichen Teil der Provinz. Im Osten liegt der See Laguna Langui Layo.
Die Provinz Canas grenzt im Nordosten an die Provinz Canchis, im Südosten an die Provinz Melgar (Region Puno), im Süden an die Provinz Espinar, im Westen an die Provinz Chumbivilcas sowie im Nordwesten an die Provinz Acomayo.

## Verwaltungsgliederung
Die Provinz Canas ist in acht Distrikte gegliedert. Der Distrikt Yanaoca ist Sitz der Provinzverwaltung.
| Distrikt    | Verwaltungssitz |
| ----------- | --------------- |
| Checca      | Checca          |
| Kunturkanki | El Descanso     |
| Langui      | Langui          |
| Layo        | Layo            |
| Pampamarca  | Pampamarca      |
| Quehue      | Quehue          |
| Túpac Amaru | Tungasuca       |
| Yanaoca     | Yanaoca         |